# Артыков, Аннакули
Аннакули Артыков — советский хозяйственный, государственный и политический деятель.

## Биография
Родился в 1902 году в Закаспийской области. Член КПСС с 1919 года.
С 1917 года — на хозяйственной, общественной и политической работе. В 1917—1964 гг. — участник Октябрьской революции, установления советской власти в Туркмении, Гражданской войны и борьбы с басмачеством, комсомольский активист в Туркменской ССР, студент рабфака Среднеазиатского университета, секретарь Ташаузского окружного комитета КП(б) Туркмении, секретарь Керкинского окружного комитета КП(б) Туркмении, Нарком текстильной промышленности Туркменской ССР, Нарком просвещения Туркменской ССР, постоянный представитель СМ Туркменской ССР при Совете Министров СССР, заместитель Председателя Госплана Туркменской ССР, председатель Совета промкооперации, министр местной промышленности Туркменской ССР.
Избирался депутатом Верховного Совета Туркменской ССР 1-5-го созывов. 
Почётный гражданин города Ашхабада.
Умер в Ашхабаде в 1990 году.